# انسداد

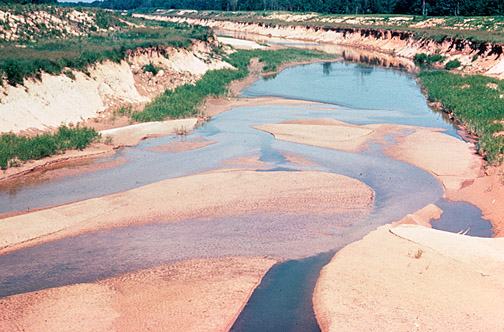

الانسداد في نظام التصفية عبارة عن امتناع مرور السوائل من خلاله.
وتقيم درجة الانسداد باستخدام قانون دارسي.